# Solo violin
Solo Violin – album muzyczny polskiego skrzypka jazzowego Zbigniewa Seiferta. Jest to rejestracja koncertu Seiferta podczas „Forum Junge Music” w Bremie w maju 1976 r. LP ukazał się w 1978 r. w Niemczech, wydany przez Elektrola/EMI. Wszystkie kompozycje na płycie są autorstwa Zbigniewa Seiferta. Płyta dedykowana została żonie muzyka – Agnieszce.

## Muzycy
- Zbigniew Seifert – skrzypce, głos[4]

## Lista utworów
| 1. | „Confessions”   | 11:15 |
|    |                 |       |
| 2. | „Kind of Time”  | 16:10 |
|    |                 |       |
| 3. | „Birds”         | 5:27  |
|    |                 |       |
| 4. | „Evening Psalm” | 12:57 |
|    |                 |       |
|    |                 | 45:49 |
|    |                 |       |

## Dodatkowe informacje
- Produkcja – Peter Schulze
- Inżynier dźwięku – Dietram Köster
- Projekt okładki – Bruno Lefeldt
- Zdjęcie (2. strona okładki) – Zbigniew Seifert
- Produkcja CD – Stanisław Sobóla, Agnieszka Seifert
- Czas trwania – 45:49